# Ocotea
Ocotea es un género de fanerógamas de la familia Lauraceae, incluyendo más de 200 especies de árboles y arbustos siempreverdes, distribuidos mayormente en regiones tropical y subtropical de Centro y Sudamérica, las Indias Occidentales, con algunas especies en África: Madagascar, y una, Ocotea foetens (til o tilo), nativa de las islas de Macaronesia. 

## Especies seleccionadas
- Ocotea abbreviata Schwacke & Mez
- Ocotea aciphylla Mez
- Ocotea acutifolia (Nees) Mez - laurel
- Ocotea adela van der Werff
- Ocotea albida Mez & Rusby ex Rusby
- Ocotea albopunctulata Mez
- Ocotea amazonum Mart. ex Nees
- Ocotea amplifolia (Mez & Donn.Sm.) van der Werff
- Ocotea angustifolia Schrad.
- Ocotea bajapazensis
- Ocotea barbatula
- Ocotea caparrapi
- Ocotea contrerasii
- Ocotea cuneata (Griseb.) M. Gómez - canelillo de Cuba[3]
- Ocotea cymbarum Kunth - sasafrás del Brasil, sasafrás del Orinoco.[3]
- Ocotea euvenosa
- Ocotea floribunda (Sw.) Mez, 1889
- Ocotea foetens (Aiton) Baill.
- Ocotea heterochroma Mez & Sodiro
- Ocotea leucoxylon (Sw.) Laness., denominada en Cuba aguacatillo[4]
- Ocotea longifolia Kunth - laurel de Colombia[3]
- Ocotea mascarena (Buchoz) Kosterm - canelo de Mauricio[3]
- Ocotea nigrita
- Ocotea oblongiflora
- Ocotea piurensis
- Ocotea quixos (Lam.) Kosterm - canelillo del Brasil[3]
- Ocotea racemifolia
- Ocotea sericea Kunth
- Ocotea venenosa

### Cultivo y usos
Plantas del género producen aceites esenciales, con O. cymbarum, O. caudata, O. pretiosa, Ocotea usambarensis explotados comercialmente. Pocas especies son taladas para maderas comerciales, como O. puberula de Centro y Sudamérica; y, O. bullata, de Sudáfrica.